# Giro del Belgio 1945
Il Giro del Belgio 1945, ventinovesima edizione della corsa, si svolse in cinque tappe tra il 19 giugno e il 24 giugno 1945, per un totale di 1 203 km e fu vinto dal belga Norbert Callens.

## Tappe
| Tappa  | Data      | Percorso                        | km    | Vincitore di tappa | Leader cl. generale |
| ------ | --------- | ------------------------------- | ----- | ------------------ | ------------------- |
| 1ª     | 19 giugno | Bruxelles > Tournai > Bruxelles | 235   | Sylvain Grysolle   |                     |
| 2ª     |           | Bruxelles > Bruges > Bruxelles  | 260   | Jean Engels        |                     |
| 3ª     |           | Bruxelles > Cinay > Bruxelles   | 241   | Désiré Keteleer    |                     |
| 4ª     |           | Bruxelles > Liegi > Bruxelles   | 240   | Edward Van Dijck   |                     |
| 5ª     | 24 giugno | Bruxelles > Chimay > Bruxelles  | 227   | Désiré Keteleer    | Norbert Callens     |
| Totale | Totale    | Totale                          | 1 203 |                    |                     |

## Dettagli delle tappe

### 1ª tappa
- 19 giugno: Bruxelles > Tournai > Bruxelles – 235 km

Risultati
| Pos. | Corridore           | Squadra     | Tempo    |
| ---- | ------------------- | ----------- | -------- |
| 1    | Sylvain Grysolle    | Individuale | 6h44'00" |
| 2    | Rik Van Steenbergen | Mercier     | a 36"    |
| 3    | André Maelbrancke   | Mercier     | s.t.     |

### 2ª tappa
- Bruxelles > Bruges > Bruxelles – 260 km

Risultati
| Pos. | Corridore         | Squadra       | Tempo    |
| ---- | ----------------- | ------------- | -------- |
| 1    | Jean Engels       | Alcyon-Dunlop | 7h34'02" |
| 2    | André Maelbrancke | Mercier       | a 1'51"  |
| 3    | Émile Rogiers     | Individuale   | a 2'03"  |

### 3ª tappa
- Bruxelles > Cinay > Bruxelles – 241 km

Risultati
| Pos. | Corridore          | Squadra        | Tempo   |
| ---- | ------------------ | -------------- | ------- |
| 1    | Désiré Keteleer    | Dilecta-Wolber | 7h23'36 |
| 2    | Prosper Depredomme | Dilecta-Wolber | a 1'59" |
| 3    | Joseph Somers      | Individuale    | s.t.    |

### 4ª tappa
- Bruxelles > Liegi > Bruxelles – 240 km

Risultati
| Pos. | Corridore          | Squadra        | Tempo    |
| ---- | ------------------ | -------------- | -------- |
| 1    | Edward Van Dijck   | Individuale    | 6h57'16" |
| 2    | Prosper Depredomme | Dilecta-Wolber | s.t.     |
| 3    | Rik Renders        | Mercier        | s.t.     |

### 5ª tappa
- Bruxelles > Liegi > Bruxelles – 240 km

Risultati
| Pos. | Corridore        | Squadra        | Tempo    |
| ---- | ---------------- | -------------- | -------- |
| 1    | Désiré Keteleer  | Dilecta-Wolber | 7h32'13" |
| 2    | Sylvain Grysolle | Individuale    | s.t.     |
| 3    | Jean Engels      | Alcyon-Dunlop  | s.t.     |

## Classifiche finali

### Classifica generale
| Pos. | Corridore          | Squadra        | Tempo     |
| ---- | ------------------ | -------------- | --------- |
| 1    | Norbert Callens    | Mercier        | 36h18'07" |
| 2    | Sylvain Grysolle   | Individuale    | a 42"     |
| 3    | Désiré Keteleer    | Dilecta-Wolber | a 1'17"   |
| 4    | Henri Renders      | Mercier        | a 2'19"   |
| 5    | Joseph Somers      | Individuale    | a 4'17"   |
| 6    | Lucien Vlaemynck   | Alcyon-Dunlop  | a 8'12"   |
| 7    | Edgard De Caluwé   | Dilecta-Wolber | a 9'21"   |
| 8    | Karel Terryn       | Individuale    | a 12'07"  |
| 9    | Edward Van Dijck   | Individuale    | a 15'59"  |
| 10   | Prosper Depredomme | Dilecta-Wolber | a 19'17"  |